# Кривиденко Максим Ігорович
Макси́м І́горович Кривиде́нко (30 січня 1994, смт Сарата, Одеська область, Україна — 9 вересня 2017, м. Красногорівка, Мар'їнський район, Донецька область, Україна) — старший солдат Збройних сил України, учасник російсько-української війни.

## Біографія
Народився 1994 року в смт Сарата на Одещині. Навчався у Саратській школі-гімназії І—ІІІ ступенів, захоплювався історією України. Ще зі шкільних років мріяв стати військовим, тож у 2012 році екстерном здав випускні іспити, щоб встигнути на весняний призов. Після проходження строкової служби поїхав до Києва, де мав намір втілити свою мрію у життя.
Наприкінці 2013 року, з початком протестів, приєднався до Євромайдану, став активним учасником Революції Гідності.
У березні 2014 року, напередодні проведення незаконного кримського референдуму, з групою активістів поїхав до Криму, де був захоплений у заручники озброєними посіпаками російської окупації півострова. Близько тижня заручників утримували, піддаючи допитам і тортурам. Як розповіли в інтерв'ю BBC після звільнення «автомайданівці» Олексій Гриценко та Сергій Супрун, 20-річному на той час Кривиденку кілька разів прострелили ноги з травматичної зброї, і саме його представники так званої кримської «самооборони» найбільше били. 20 березня Максима та інших заручників вдалося звільнити, їх передали через Чонгар в обмін на звільнення затриманого СБУ офіцера ГРУ ЗС РФ Романа Філатова. Переговори про обмін велися з російськими військовими, яким підпорядковувались проросійські озброєні формування в Криму, рішення приймались на рівні Міноборони РФ.
У квітні 2014 року добровольцем пішов до Саратсько-Татарбунарського районного військкомату, 31 серпня того ж року був призваний за частковою мобілізацією, виконував завдання на території проведення антитерористичної операції на Сході України. Демобілізувався 6 квітня 2016 року, а у червні того ж року повернувся на військову службу за контрактом.
Старший солдат, стрілець-снайпер 2-ї роти 18-го окремого мотопіхотного батальйону «Одеса» 28-ї окремої механізованої бригади, в/ч А4210, смт Сарата.
Загинув 9 вересня 2017 року близько 22:00 внаслідок обстрілу з міномету калібру 82 мм позицій батальйону поблизу міста Красногорівка, — помер від осколкових поранень дорогою до лікарні.
Похований 12 вересня на селищному кладовищі Сарати.
Залишились батьки Ігор Валентинович та Наталя Євгенівна Кривиденки, брат, три сестри, одна з яких, Людмила — сестра-двійнятко Максима.

## Нагороди та вшанування
- Указом Президента України № 98/2018 від 6 квітня 2018 року, за особисту мужність і самовіддані дії, виявлені у захисті державного суверенітету та територіальної цілісності України, зразкове виконання військового обов'язку, нагороджений орденом «За мужність» III ступеня (посмертно)[5].
- 6 грудня 2017 року на будівлі Саратського НВК «Саратська школа-гімназія І—ІІІ ступенів» відкрито меморіальну дошку полеглому на війні випускнику школи Максиму Кривиденку[6].
- 2 травня 2023 року вулицю Суворова у селищі Сарата було перейменовано на честь Максима Кривиденка[7].